# 諾姆·迪克斯
諾姆·迪克斯（英語：Norm Dicks；1940年12月16日—）是美国的一位政治人物。在1977年至2013年期間，他是華盛頓州第6選舉區選出的聯邦眾議員。他的黨籍是民主黨。迪克斯在第112屆國會時退休。